# Zanfara
Zanfara (Zamfara) é um estado no noroeste da Nigéria, criado em 1 de outubro de 1996. Sua capital é a cidade de Gusau e seu governador é Dauda Lawal, um membro da Partido Democrático do Povo (PDP). Até 1996 a área fazia parte do estado de Socoto. Em 2012 a população era 3,960,981 habitantes, numa área de 39.762km².
O estado de Zanfara foi o primeiro na Nigéria a introduzir o xaria.

## Áreas de Governo Local
O estado de Zanfara é composto de 14 Áreas de governo local. São elas:
| 1. Anka 2. Bakura 3. Birnin-Magaji/Kiyaw 4. Bukkuyum 5. Bungudu 6. Gummi 7. Gusau | 1. Kaura-Namoda 2. Maradun 3. Maru 4. Shinkafi 5. Talata-Mafara 6. Tsafe 7. Zurmi |

## Demografia
O estado de Zamfara é povoado principalmente por hauçás, com alguns membros de comunidades étnicas como guaris, camucus, cambaris, ducauas, bussauas e zabarmas.

## Geografia
Zamfara é uma área densamente povoada com o povoHausa e Fulani.
É limitado ao norte pela República do Níger, ao sul pelo estado de Kaduna, a leste pelo estado de Katsina e a oeste pelos estados de Sokoto, Kebbi e Níger.

## Economia
A agricultura com cereais e leguminosas e a mineração de ouro são as principais ocupações do estado e a principal fonte de renda.